# Kluang
Kluang (en malayo: Kluang) es una localidad de Malasia, en el estado de Johor.
Se encuentra a 31 m sobre el nivel del mar. 

## Demografía
Según estimación 2010 contaba con 188525 habitantes.